# Ok Ji-young
Ok Ji-young (ur. 13 października 1980 w Korei Południowej) – południowokoreańska aktorka filmowa, teatralna i telewizyjna.

## Wybrana filmografia
- 2001: Zaopiekuj się moim kotem – Ji-young
- 2004: Lalkarz – Jung Yeong-ha (pisarka)
- 2005: Piteopaeneui gongshik – Mi-jin Yoon
- 2006: Miseuteo robin ggosigi – Yun-mi
- 2012: Na-eui P.S Pa-teu-neo – Soo-jung
- 2017: Dal-kom-han won-su – Roo-bi Choi